# 赤道ギニアの音楽
赤道ギニアの文化は、他の多くのアフリカ諸国のそれよりも記録されており、商業録音は不足している。これはこの国のサイズの小ささと人口が約670,000人しかいないことに部分的に基づいている。赤道ギニアはカメルーンとガボンの間の一片リオ・ムニ、カメルーン付近の島ビオコ島、本土から遥かに離れた大西洋上のアンノボン島と、三つの旧スペイン植民地から成る。
赤道ギニアの国歌はアタナシオ・ンドンゴ・ミヨネによって書かれ、国家がスペインから独立した1968年に採用された。

## 民俗音楽
最大の民族はファン人であるが、多数のブビ人と少数のビシオ人、ブイエバ人、ンドウェ人、コンベ人、そしてアンノボン島民が存在する。ファン人はツィターとハープをクロスしたムベト(mvet)で知られる。ムベトは15のコードにまで及んでいる。この楽器の準球状の部分は竹から作られ、弦は繊維によって結び付けられている。ムベトによる音楽はベボム・ムベト社会に手ほどきを受けた記譜法によってのみ書かれる。音楽は典型的なリフレイン形式を伴ったコールアンドレスポンスと太鼓の交流による。エイ・モアン・ンドングやオバマは民族様式を一般化させようとしている。
バレーレーときわどいイバンガは赤道ギニアの舞踊の中で特筆されるべき2つであり、これらの多くはサンサ、シロフォン、太鼓、ツィター、バウ・ハープなどの楽器から成る3人か4人の楽団を伴う。
もう一つのポピュラーな楽器は獣皮で覆われた木の箱、タム＝タムである。この中央では、竹のキーが音楽のスケールを完全にするためにインストールされている。第二の様式のタム＝タムは音楽キーのレベルが二つ違い、一般的に、木製楽器は動物の画像と幾何学的な絵で装飾される。太鼓は獣皮で覆われ、動物の絵が描かれる。

## ポピュラー音楽
赤道ギニアから出てくるポピュラー音楽は少ない。汎アフリカ的な様式であるスークースとマコッサなどがポピュラーであり、レゲエ、ロックンロールも同様である。スペインのモデルに基づいたアコースティックギターバンドは国で最もよく知られたポピュラーな伝統であり、特にデスマリ・イ・ス・グルポ・ダンボ・デ・ラ・コスタは国民的スターである。
赤道ギニアの他のミュージシャンには、マラボ・ストリト・バンド、ルナ・ロカ、チキティン、ダンボ・デ・ラ・コスタ、ンガル・マドゥンガ、リリー・アフロ、そしてスペインを拠点にしたスペール・モモ、イハス・デル・ソル、バロン・ヤ・ブク＝ルなどが挙げられる。

## 脚註
1. ↑  “Equatorial Guinea – nationalanthems.info” (英語). 2024年12月14日閲覧。
2. ↑  “Equatorial Guinea Travel Guide and Travel Information - Lonely Planet”. www.lonelyplanet.com. 2024年12月14日閲覧。
3. ↑  EquatorialGuinea.org; Retrieved 12/08/1998